# Eleições estaduais na Bahia em 1947
As eleições estaduais na Bahia em 1947 ocorreram a 19 de janeiro como parte das eleições gerais no Distrito Federal, em 20 estados e nos territórios federais do Amapá, Rondônia e Roraima. Foram eleitos o governador Otávio Mangabeira, o senador Pereira Moacir, um deputado federal e sessenta deputados estaduais.
Otávio Mangabeira formou-se em Engenharia Civil e em Ciências Físicas e Matemáticas à Universidade Federal da Bahia em 1905, lecionou na Escola Politécnica e ainda antes de se graduar exerceu o jornalismo. Irmão de João Mangabeira, foi eleito vereador em Salvador e deputado federal no período da República Velha, sendo nomeado para o Ministério das Relações Exteriores no Governo Washington Luís. Deposto pela Revolução de 1930, foi preso e exilado até ser anistiado e em razão disso assumiu uma cadeira na Academia Brasileira de Letras em 1934, quando já estava de volta à Câmara dos Deputados. Deixou novamente o país durante os tempos do Estado Novo. Com o fim do regime de exceção estava filiado à UDN e foi eleito deputado federal em 1945. Após a Era Vargas, tornou-se o primeiro soteropolitano a eleger-se governador da Bahia, numa coligação onde o PSD tomou parte contrariando a situação na maioria dos estados.
Outro beneficiado pela "união dos contrários" foi o médico Pereira Moacir, que se elegeu senador pelo PSD. Formado em 1900 na Universidade Federal da Bahia, ele nasceu em Riacho de Santana e projetou-se a partir de seu consultório em Bom Jesus da Lapa, sendo eleito deputado estadual e deputado federal até debandar da política nos quinze anos do primeiro governo Getúlio Vargas. Nesse período exportou algodão para os britânicos, liderou a Bolsa de Mercadorias da Bahia e foi superintendente da Comissão Estadual de Abastecimento, só retornado à política a convite de Pinto Aleixo que o fez secretário-geral do PSD baiano, legenda à qual se elegeu senador.

## Resultado da eleição para governador
Foram apurados 303.750 votos nominais (96,07%), 7.242 votos em branco (2,29%) e 5.175 votos nulos (1,64%), totalizando o comparecimento de 316.167 eleitores.
| Candidato a governador do estado | Candidato a vice-governador | Número | Coligação                           | Votação | Percentual |
| -------------------------------- | --------------------------- | ------ | ----------------------------------- | ------- | ---------- |
| Otávio Mangabeira UDN            | Não havia -                 | -      | Nome não disponível (UDN, PSD, PRP) | 211.121 | 69,50%     |
| Medeiros Neto PTB                | Não havia -                 | -      | PTB (sem coligação)                 | 92.629  | 30,50%     |
| Fontes:                          |                             |        |                                     |         |            |

## Resultado da eleição para senador
Foram apurados 272.263 votos nominais, não havendo informações sobre os votos em branco e nulos.
| Candidatos a senador da República | Primeiro suplente de senador | Número | Coligação                           | Votação | Percentual |
| --------------------------------- | ---------------------------- | ------ | ----------------------------------- | ------- | ---------- |
| Pereira Moacir PSD                | João Junqueira PSD           | -      | Nome não disponível (UDN, PSD, PRP) | 123.046 | 45,19%     |
| Landulfo Alves PTB                | Moscoso de Oliveira PTB      | -      | PTB (sem coligação)                 | 102.228 | 37,55%     |
| Orlando Gomes ED                  | Fausto Penalva ED            | -      | PSB (sem coligação)                 | 46.989  | 17,26%     |
| Fontes:                           |                              |        |                                     |         |            |

## Deputados federais eleitos
São relacionados os candidatos eleitos com informações complementares da Câmara dos Deputados.

Representação eleita
  PSD: 1

| Deputados federais eleitos | Partido | Votação | Percentual | Cidade onde nasceu | Unidade federativa |
| Pacheco de Oliveira        | PSD     | 127.877 | 41,39%     | Cachoeira          | Bahia              |
| Fontes:                    |         |         |            |                    |                    |

## Deputados estaduais eleitos
As 60 vagas da Assembleia Legislativa da Bahia foram assim distribuídas: PSD vinte e oito, UDN dezenove, PTB sete, PR três, PCB duas, PRP uma.

Representação eleita
  PSD: 28
  UDN: 19
  PTB: 7
  PR: 3
  PCB: 2
  PRP: 1

| Deputados estaduais eleitos | Partido | Votação | Percentual | Cidade onde nasceu     | Unidade federativa |
| Souza Dantas                | PSD     | 4.708   |            | Salvador               | Bahia              |
| Antônio Balbino             | PSD     | 4.394   |            | Barreiras              | Bahia              |
| Aloysio Short               | UDN     | 4.351   |            | Salvador               | Bahia              |
| Rocha Pires                 | UDN     | 4.080   |            | Jacobina               | Bahia              |
| Bião de Cerqueira           | UDN     | 3.994   |            | São Francisco do Conde | Bahia              |
| José Guimarães              | UDN     | 3.909   |            | Salvador               | Bahia              |
| Raimundo Santos             | UDN     | 3.683   |            | Casa Nova              | Bahia              |
| Cícero Dantas               | UDN     | 3.597   |            | Salvador               | Bahia              |
| João Borges                 | UDN     | 3.562   |            | Macaúbas               | Bahia              |
| André Negreiros             | PSD     | 3.559   |            | Queimadas              | Bahia              |
| Lafaiete Coutinho           | UDN     | 3.505   |            | João Pessoa            | Paraíba            |
| Miguel Fernandes            | PSD     | 2.851   |            | Caculé                 | Bahia              |
| Gercino Coelho              | PSD     | 2.831   |            | Petrolina              | Pernambuco         |
| João Sá                     | PSD     | 2.824   |            | Jeremoabo              | Bahia              |
| Aziz Maron                  | PTB     | 2.816   |            | Itabuna                | Bahia              |
| Junqueira Ayres             | UDN     | 2.812   |            | Salvador               | Bahia              |
| José Mariani                | UDN     | 2.803   |            | Barra                  | Bahia              |
| Liberato de Carvalho        | UDN     | 2.796   |            | Pedro Alexandre        | Bahia              |
| Adão Bastos                 | PSD     | 2.712   |            | Gentio do Ouro         | Bahia              |
| Eduardo Mamede              | UDN     | 2.655   |            | Fortaleza              | Ceará              |
| Adriano Bernardes           | PSD     | 2.634   |            | Entre Rios             | Bahia              |
| Luiz Rogério                | UDN     | 2.599   |            | Salvador               | Bahia              |
| Francisco Fernandes         | UDN     | 2.520   |            | Bom Jesus da Lapa      | Bahia              |
| Optaciano Oliveira          | PSD     | 2.490   |            | Inhambupe              | Bahia              |
| Augusto Públio              | PSD     | 2.464   |            | Cachoeira              | Bahia              |
| Oliveira Brito              | PSD     | 2.415   |            | Ribeira do Pombal      | Bahia              |
| Gorgônio de Almeida         | PSD     | 2.400   |            | Santo Antônio de Jesus | Bahia              |
| Dantas Fontes               | UDN     | 2.360   |            | Itapicuru              | Bahia              |
| Manoel Caetano              | UDN     | 2.338   |            | Cruz das Almas         | Bahia              |
| Carlos Valadares            | PSD     | 2.312   |            | Feira de Santana       | Bahia              |
| Osvaldo Gordilho            | PSD     | 2.265   |            | Salvador               | Bahia              |
| Jorge Calmon                | UDN     | 2.262   |            | Salvador               | Bahia              |
| Pinto de Carvalho           | PSD     | 2.260   |            | Lençóis                | Bahia              |
| Oswaldo Rios                | PSD     | 2.226   |            | Salvador               | Bahia              |
| Ladislau Cavalcanti         | PSD     | 2.221   |            | Esplanada              | Bahia              |
| Elísio Medrado              | UDN     | 2.220   |            | Santa Terezinha        | Bahia              |
| Nelson Sampaio              | UDN     | 2.202   |            | Macajuba               | Bahia              |
| Berbert de Castro           | PSD     | 2.194   |            | Ilhéus                 | Bahia              |
| Josaphat Marinho            | UDN     | 2.183   |            | Ubaíra                 | Bahia              |
| Basílio Catalá              | UDN     | 2.172   |            | Palmeiras              | Bahia              |
| Otaviano Alves              | UDN     | 2.170   |            | Mucugê                 | Bahia              |
| Joaquim Hortélio            | PSD     | 2.168   |            | Serrinha               | Bahia              |
| Adenor Soares               | UDN     | 2.158   |            | Ruy Barbosa            | Bahia              |
| Reinaldo Moreira            | UDN     | 2.153   |            | Timbaúba               | Pernambuco         |
| Orlando Spínola             | UDN     | 2.151   |            | Salvador               | Bahia              |
| Antônio Gonçalves           | UDN     | 2.132   |            | Leme                   | São Paulo          |
| Oscar Teixeira              | UDN     | 2.121   |            | Caetité                | Bahia              |
| Nathan Coutinho             | UDN     | 2.085   |            | Valença                | Bahia              |
| Lima Teixeira               | PTB     | 1.919   |            | Santo Amaro            | Bahia              |
| Giocondo Dias               | PCB     | 1.904   |            | Salvador               | Bahia              |
| Expedito Cruz               | PTB     | 1.816   |            | Ilhéus                 | Bahia              |
| Rubem Nogueira              | PRP     | 1.766   |            | Serrinha               | Bahia              |
| Inácio Souza                | PTB     | 1.488   |            | Salvador               | Bahia              |
| Carlos Aníbal               | PTB     | 1.461   |            | Cachoeira              | Bahia              |
| Filadelfo Almeida           | PTB     | 1.379   |            | Amargosa               | Bahia              |
| Joel Presídio               | PTB     | 1.309   |            | Baixa Grande           | Bahia              |
| Jaime Maciel                | PCB     | 1.174   |            | Santo Estêvão          | Bahia              |
| Humberto Alencar            | PR      | 1.092   |            | Crato                  | Ceará              |
| Manoel Cícero               | PR      | 1.075   |            | Itabuna                | Bahia              |
| Antonino Mascarenhas        | PR      | 1.059   |            | Prado                  | Bahia              |
| Fontes:                     |         |         |            |                        |                    |

## Eleições municipais
Por fim, a Bahia realizou eleições municipais em 21 de dezembro de 1947.